# Коген, Эмиль
Эмиль Коген (нем. Emil Cohen; 12 октября 1842, Хорсенс — 13 апреля 1905, Грайфсвальд) — немецкий геолог и минералог.

## Биография
Учился в Берлинском университете, затем в Гейдельбергском университете, в 1867—1872 годах преподавал там же. В 1872—1873 годах работал в Южной Африке, исследуя алмазные и золотые месторождения, — этот опыт описан Когеном в работе «Геогнозические и петрографические очерки из Южной Африки» (нем. Geognotisch-petrographische Skizzen aus Südafrika; 1874). С 1878 года — профессор петрографии в Страсбургском университете, директор петрографического института.

## Труды
Наиболее существенны работы Когена по микроскопическому исследованию строения минералов — в частности, составленный и прокомментированный им «Сборник микрофотографий для наглядного объяснения микроструктуры минералов и горных пород» (нем. Sammlung von Mikrophotographischen zur Veranschaulichung der mikroskopischen Struktur von Mineralien und Gesteinen; 1881—1883).